# Suite du traiteur paresseux

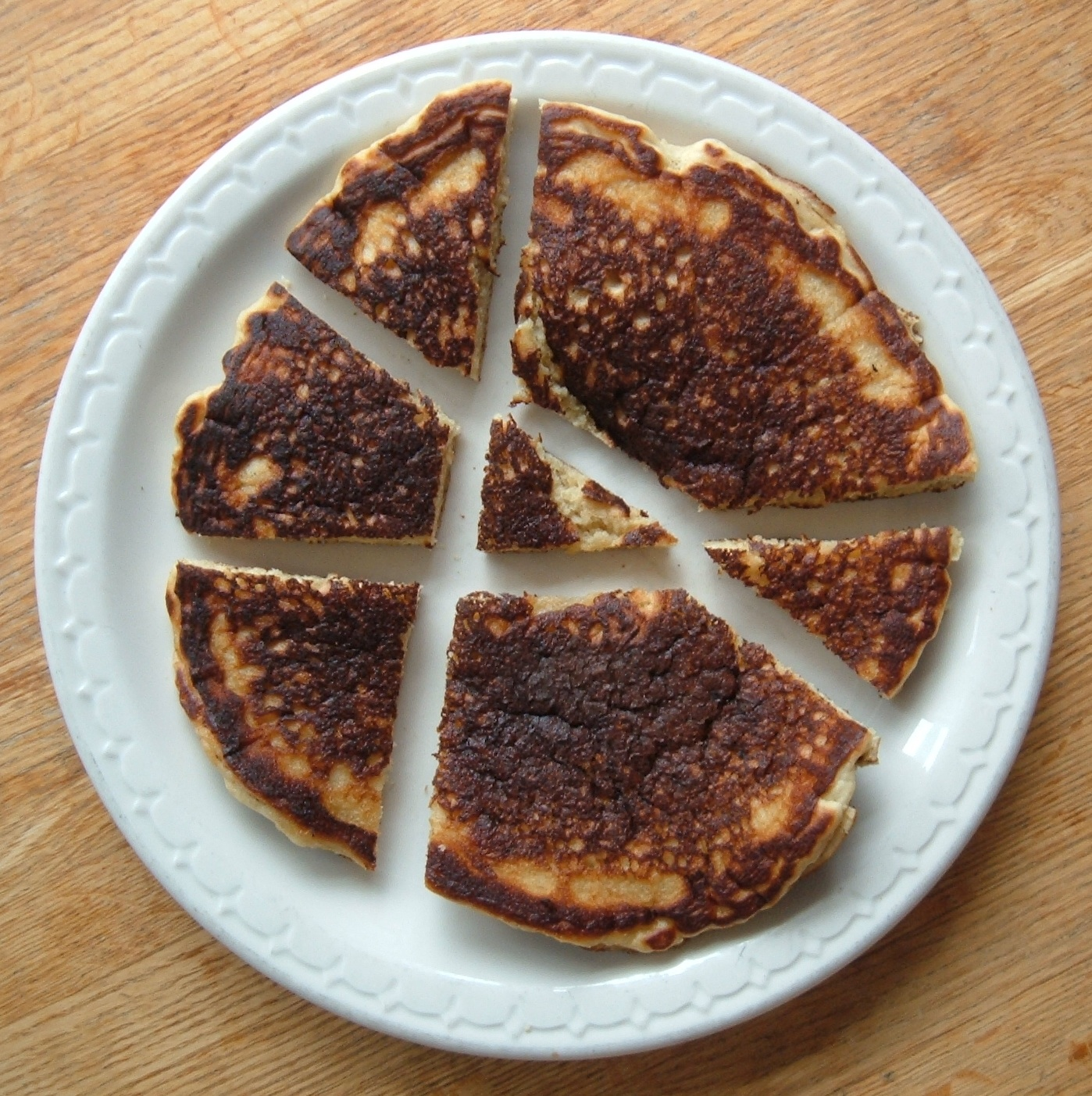
Crêpe découpé en sept morceaux avec trois coupes droites.

La suite du traiteur paresseux, en anglais the lazy caterer's sequence, est une suite donnant le nombre maximum de morceaux d'un disque (une crêpe ou une pizza est généralement utilisée pour décrire la situation) qui peut être obtenu avec un certain nombre de coupes droites. Par exemple, trois coupes à travers une crêpe produiront six morceaux si les traits de coupe se rencontrent en un même point intérieur au disque, mais jusqu'à sept dans le cas contraire. 
Les nombres obtenus sont appelés des nombres pizza ou des nombres tarte. 
La généralisation de cette suite en dimension trois est la suite des nombres gâteaux.

## Formules
Le nombre maximal {\displaystyle u_{n}} de morceaux qui peuvent être obtenus avec un nombre {\displaystyle n\geqslant 0} de coupes est donné par la formule :
{\displaystyle u_{n}={\frac {n(n+1)}{2}}+1={\frac {n^{2}+n+2}{2}}.}

Animation montrant le nombre de régions découpées pour n allant jusqu'à 6

Chaque terme est donc égal à un nombre triangulaire plus 1.
Cette suite (suite A000124 de l'OEIS), en commençant à {\displaystyle n=0}, donne les nombres suivants
1, 2, 4, 7, 11, 16, 22, 29, 37, 46, 56, 67, 79, 92, 106, 121, 137, 154, 172, 191, 211, ...
À l'aide des coefficients binomiaux, la formule s'écrit aussi
{\displaystyle u_{n}=1+{\tbinom {n+1}{2}}={\tbinom {n}{0}}+{\tbinom {n}{1}}+{\tbinom {n}{2}}.}
{\displaystyle u_{n}} est donc égal à {\displaystyle B_{n,2}}, coefficient de la colonne d'indice 2 du triangle de Bernoulli.

## Démonstration
Lorsqu'il y a {\displaystyle n-1} découpes, une nouvelle droite rencontre chacune des {\displaystyle n-1} droites en un point au maximum, coupe donc {\displaystyle n} anciennes régions en deux au maximum ; elle crée donc au maximum {\displaystyle n} nouvelle régions. On en déduit {\displaystyle u_{n}=u_{n-1}+n=\cdots =u_{0}+1+\cdots +n=1+{\frac {n(n+1)}{2}}}.